# Ivan Desny
 (avril 2020).
Si vous disposez d'ouvrages ou d'articles de référence ou si vous connaissez des sites web de qualité traitant du thème abordé ici, merci de compléter l'article en donnant les références utiles à sa vérifiabilité et en les liant à la section « Notes et références ».
Ivan Desny (de son vrai nom Ivan Nikolaïevitch Desnitsky) est un acteur suisse d'origine russe né le 28 décembre 1922 à Pékin (Chine), mort le 13 avril 2002 à Ascona (Suisse).

## Biographie
Ivan Desny naît en 1922 à Pékin, ses parents ayant fui la révolution russe. Son père est russe et travaille alors au consulat français de Pékin et sa mère est suédoise. Il passe sa petite enfance à Téhéran, puis à Washington, Brisbane et Paris au gré des nominations de son père qui s'installe définitivement à Paris en 1926 avec sa famille. Sous l'occupation allemande, il est déporté au titre du S.T.O. en Allemagne. C'est ainsi qu'il est bilingue allemand-français. Après la Libération, il suit des cours de droit, puis des cours de théâtre chez René Simon et commence une carrière au cinéma après avoir été découvert par Pierre Fresnay. Son élégance le fait tourner dans des films de grands réalisateurs, tels que Marcel Carné, David Lean, Michelangelo Antonioni, Claude Autant-Lara, Augusto Genina, Max Ophüls, etc. Il trouve la plupart de ses rôles dans des films français ou allemands. Dans les années 1970, il se tourne vers les réalisateurs de la nouvelle vague allemande. la Il tourne aussi pour la télévision allemande, notamment dans des feuilletons policiers. Il prend la nationalité suisse et meurt en 2002 d'une pneumonie aiguë. Il est enterré avec son épouse, modèle et actrice, Ghislaine Arsac (pseudonyme de Ghislaine Fick), au cimetière d'Ascona en Suisse, dans le Tessin.

## Filmographie
- 1949 : Bonheur en location de Jean Wall : Gordon junior
- 1950 : Madeleine de David Lean : Émile L'Anglier
- 1952 : La Putain respectueuse de Charles Brabant et Marcello Pagliero : Fred Clarke
- 1953 : La Dame sans camélia (La Signora senza camelie)  de Michelangelo Antonioni : Nardo Rusconi
- 1953 : Le Bon Dieu sans confession de Claude Autant-Lara : Maurice Fréjoul
- 1953 : Le Chemin sans retour (Weg ohne Umkehr) de Victor Vicas : Mischa
- 1954 : Geständnis unter vier Augen d'André Michel : Gregor Marmara
- 1954 : Die Goldene Pest  de John Brahm : le sergent Hartwig
- 1955 : Dans tes bras (Herr über Leben und Tod) de Victor Vicas : le Dr Daniel Karentis
- 1955 : Andre und Ursula de Werner Jacobs : André Duval
- 1955 : Frou-frou d'Augusto Genina : Henry de Gaspard
- 1955 : Le Maître de poste (Dunja) de Josef von Báky : Minski
- 1955 : Lola Montès de Max Ophüls : le lieutenant Thomas James
- 1955 : Jeunes Filles sans frontières (Mädchen ohne Grenzen) de Géza von Radványi : Eric Johnson
- 1956 : OSS 117 n'est pas mort de Jean Sacha : Hubert Bonisseur de La Bath, alias OSS 117
- 1956 : Mannequins de Paris de André Hunebelle : Pierre Lanier
- 1956 : Des roses pour Bettina (Rosen für Bettina) de Georg Wilhelm Pabst : Kostja Tomkoff
- 1956 : Anastasia, la dernière fille du tsar (Anastasia - Die letzte Zarentochter)  de Falk Harnack : Gleb Botkine
- 1956 : Club de femmes de Ralph Habib : Laurent Gauthier
- 1956 : Anastasia d'Anatole Litvak : Prince Paul von Haraldberg
- 1957 : Wie ein Sturmwind - Cœurs dans la tourmente de Falk Harnack : Viktor Ledin
- 1957 : Von allen geliebt - Aimée de nous de Paul Verhoeven : Roger Marbeau
- 1957 : Donnez-moi ma chance de Léonide Moguy : Gilbert Arnaud
- 1957 : Skandal in Ischl - Scandale à Ischl / Double vie de Rolph Thiele : Graf Vanin
- 1958 : Tous les pêchés du monde / La Loi du vice (Alle Sünden dieser Erde) de Fritz Umgelter : l'avocat Stephan Hardeck
- 1958 : Les Yeux noirs / Les nuits de Saint-Pétersbourg (Petersburger Nächte) de Paul Martin : Alexandre Droubine
- 1958 : Une vie de Alexandre Astruc : De fourcheville
- 1958 : La Vie à deux de Clément Duhour : Michel Sellier
- 1958 : Le Miroir à deux faces : Gérard Durieu
- 1958 : La Main dans le sac (Polikuschka) de Carmine Gallone : Verwalter
- 1958 : Le Labyrinthe de l'amour (Frauensee) de Rudolf Jugert : Frederic Fleury
- 1959 : Was eine Frau im Frühling träumt  de Erik Ode et Arthur Maria Rabenalt : Pierre Bonvant
- 1959 : Heisse Ware, heisse Herzen de Paul May : Paul Martens
- 1960 : Geständnis einer Sechzehnjährigen de Georg Tressler : George Romanescu
- 1960 : Femmine di lusso de Giorgio Bianchi : le comte Luca di Sauvin
- 1960 : Monsieur Suzuki de Robert Vernay : Stankovitch
- 1960 : Le Port des illusions / Eve et le pêché (Der Satan lockt mit Liebe)  de Rudolf Jugert : Carlos
- 1960 : Le Bal des adieux (Song Without End) de Charles Vidor et George Cukor : le prince Nicolas
- 1961 : De quoi tu te mêles, Daniela ! (Zarte Haut in schwarzer Seide) de Max Pécas : Le comte Castellani
- 1962 : Number Six - Scotland Yard triomphe de Robert Tronson : Charles Valentine
- 1962 : Les Revoltés de l'Albatros / La mutinerie des filles perdues (L'Ammutinamento)  de Silvio Amadio : le capitaine Cooper
- 1962 : Bon Voyage ! de James Neilson : Rudolph Hunschak
- 1962 : Sherlock Holmes et le Collier de la mort (Sherlock Holmes und das Halsband des Todes) de Terence Fisher et Franck Winterstein : Paul King
- 1963 : Dans les griffes de l'homme invisible (de) (Der Unsichtbare) de Raphael Nussbaum
- 1963 : Ist Geraldine ein Engel? de Steve Previn : Jan
- 1963 : Jack und Jenny de Victor Vicas : Wladimir
- 1964 : Petit Déjeuner avec la mort (Frühstück mit dem Tod)  de Franz Antel : Luke Adama
- 1964 : Du grisbi au Caire (La sfinge sorride prima di morire - stop - Londra) de Duccio Tessari : Green
- 1965 : Les DM-Killers de Rolf Thiele : l'Américain
- 1965 : Les Mystères de la jungle noire (I Misteri della giungla nera) de Luigi Capuano : Maciadi
- 1965 : Belles d'un soir (ou Parade d'amour ou Amours libertines) (Das Liebeskarussell) de Rolf Thiele : le baron Rudolf dans le sketch : Angela
- 1965 : L'Homme de Tolède (L'uomo di Toledo) (ou La Muerte se llama Myriam) d'Eugenio Martín
- 1966 : La Jungle des tueurs (L'Affare Beckett)  d'Osvaldo Civirani : Frederick
- 1966 : Tendre Voyou de Jean Becker : Le vendeur de Cannes
- 1967 : Le Tigre sort sans sa mère (Da Berlino l'apocalisse) de Mario Maffei : Steve
- 1967 : Les Diamants d'Anvers (Der Tod eines Doppelgängers) de Rolf Thiele : Hoggan
- 1967 : J'ai tué Raspoutine de Robert Hossein : le grand-duc Alexandre
- 1967 : Sibérie, terre de violence (Liebesnächte in der Taiga) de Harald Philipp : le colonel Kirk)
- 1968 : La Bataille de San Sebastian de Henri Verneuil : le colonel Calleja
- 1968 : Mayerling de Terence Young : le comte Hoyos
- 1969 : Rébus de Nino Zanchin : Guinness
- 1970 : Les Aventures du brigadier Gérard (The Adventures of Gerard)  de Jerzy Skolimowski : le général Lassalle (cavalerie)
- 1970 : Die Feuerzangenbowle (de) de Helmut Käutner : le partenaire de Marion
- 1971 : Nocturno de Hajo Gies
- 1971 : La Morte de la Tamise (Die Tote aus der Themse) de Harald Philipp : Louis Stout
- 1973 : Little Mother / Kleine mutter de Radley Metzger : colonel Umberia
- 1973 : Who? de Jack Gold : General Sturmer
- 1974 : Trauma (de) de Karl Heinz Zeitler (de) (sous le nom de « Douglas Fithian ») : Mailet
- 1975 : Faux Mouvement (Falsche Bewegung) de Wim Wenders : l'industriel
- 1975 : Le Tigre de papier (Paper Tiger), de Ken Annakin : le ministre des Affaires étrangères
- 1975 : Le Droit du plus fort - Faustrecht der Freiheit de Rainer Werner Fassbinder
- 1977 : Die Eroberung der Zitadelle de Bernhard Wicki : Faconi
- 1977 : Halbe-Halbe de Uwe Brandner : le baron Wurlitzer
- 1978 : Énigme rouge (Enigma rosso) d'Alberto Negrin : Roccaglio
- 1979 : Le Mariage de Maria Braun (Die Ehe der Maria Braun) de Rainer Werner Fassbinder : Karl Oswald
- 1979 : Liés par le sang (Bloodline) de Terence Young : Jeweller
- 1980 : Je hais les blondes (Odio le bionde) de Giorgio Capitani : M.. Brown
- 1980 : Fabian de Wolf Gremm : Justizrat Labude
- 1980 : Le Cerveau du super-gang (Car-Napping - Bestellt, geklaut, geliefert) de Wigbert Wicker : Consul Barnet
- 1981 : Malou de Jeanine Meerapfel : Paul
- 1981 : Lola, une femme allemande (Lola) de Rainer Werner Fassbinder : Wittich
- 1982 : Ein Gutes Land de Horatius Haberle
- 1983 : Die wilden Fünfziger  de Peter Zadek : Arzt
- 1985 : L'Avenir d'Émilie (Flügel und Fesseln) de Helma Sanders-Brahms
- 1986 : Le Caviar rouge de Robert Hossein : Yuri
- 1987 : Motten im Licht de Urs Egger
- 1987 : Hôtel de France de Patrice Chéreau : Maurice Veninger
- 1988 : Un amore di donna de Nelo Risi : Avocat Bernasconi
- 1988 : Zocker-Express de Klaus Lemke
- 1988 : Passe-passe (Quicker Than the Eye) de Nicolas Gessner : Schneider
- 1990 : God afton, Herr Wallenberg - En Passionshistoria från verkligheten de Kjell Grede : Schmidthuber
- 1990 : La Désenchantée de Benoît Jacquot : L'oncle
- 1991 : Zockerexpreß
- 1991 : J'embrasse pas d'André Téchiné : Dimitri
- 1996 : Les Voleurs d'André Téchiné : Victor
- 1999 : Berezina ou les Derniers Jours de la Suisse (Beresina oder Die letzten Tage der Schweiz) de Daniel Schmid : Rudolf Stauffacher
- 2000 : Mister Boogie de Vesna Jovanoska

## Films Inachevés
- 1947 : La Fleur de l'âge de Marcel Carné (film resté inachevé)
- 1951 : Les Mousquetaires du roi - Film resté inachevé  - de Marcel Aboulker et Michel Ferry

## Court Métrage
- 1953 : À nous deux Paris!

## Télévision
- 1953 : Danse sans musique de Claude Barma TV
- 1961 : The Magnificent Rebel (TV) : Prince Lichnowsky
- 1962 : Escapade in Florence (TV) : Count Roberto
- 1965 : Le Coup de pistolet (d'après la nouvelle d'Alexandre Pouchkine), téléfilm de Willy Holt : Grégory
- 1965 : Die Flasche (TV)
- 1965 : Intercontinental-Express (série télévisée)
- 1967 : Les Chevaliers du ciel (série télévisée) : Erik / Gunther (1967)
- 1968 : Les Atomistes (série télévisée)
- 1970 : Tanker (TV) : Lichtentäler
- 1971 : Tatort : Kressin und der tote Mann im Fleet (de) de Peter Beauvais (TV) : Sievers
- 1973 : Le Monde sur le fil (Welt am Draht) (TV) de Rainer Werner Fassbinder : Guenther Lause, l'oncle d'Eva Vollmer
- 1973 : Sylvie (TV)
- 1975 : Streng geheim (TV) : Anton Lesch
- 1975 : Splendeurs et misères des courtisanes (feuilleton TV) : Duc de Chaulieu
- 1975 : Les Brigades du Tigre, épisode De la poudre et des balles de Victor Vicas
- 1976 : La Vérité tient à un fil (série télévisée) : Max Darteau
- 1976 : Lobster (feuilleton TV) : le Dr Martius (épisode "Das Kind")
- 1976 : Une place forte (TV) : Guillaume Antelme
- 1979 : Mathias Sandorf (de) (feuilleton TV) : Ladislaus Zathmary
- 1980 : Ringstraßenpalais (série télévisée) : Richard von Wintrop
- 1980 : Berlin Alexanderplatz ("Berlin Alexanderplatz") (feuilleton TV) de Rainer Werner Fassbinder : Pums
- 1981 : Die Knapp-Familie (feuilleton TV)
- 1981 : Der Gerichtsvollzieher (série télévisée)
- 1981 : L'Exile ("Exil") (feuilleton TV) : Wiesener
- 1982 : Les Dames à la licorne de Lazare Iglesis : Sir John
- 1982 : Les Nouvelles Brigades du Tigre de Victor Vicas, épisode Le Complot de Victor Vicas
- 1985 : Hellseher wider Willen (série télévisée) : Herr Wieland
- 1986 : Jimmy Allegretto (TV)
- 1986 : Auf den Tag genau (TV)
- 1987 : Schwarz-Rot-Gold - Süßer Honig (TV) : Isaew
- 1987 : Les Enquêtes du commissaire Maigret, épisode : Maigret voyage de Jean-Paul Carrère
- 1987 : L'Or noir de Lornac - Feuilleton en 13 épisodes de 26 min - de Tony Flaadt : Guy Madec
- 1987 : Mrs. Harris fährt nach Moskau (TV)
- 1988 : Rally (série télévisée)
- 1989 : Mon dernier rêve sera pour vous (feuilleton TV) : Le pasteur Ives
- 1990 : Die Kupferfalle (TV) : Gonszales
- 1991 : Mrs. Harris und der Heiratsschwindler (TV) : André Le Germani
- 1991 : Eine Dame mit Herz, teils bitter, teils süß (TV)
- 1992 : Sylter Geschichten (série télévisée)
- 1992 : Freunde fürs Leben (série télévisée) : Nikolai von Teuffel (1992, 1994)
- 1993 : Alaska Kid (série télévisée)
- 1994 : Natale con papà de Giorgio Capitani : Kraus
- 1994 : Verliebt, verlobt, verheiratet (série télévisée)
- 1994 : Il Coraggio di Anna (TV)
- 1994 : Die Weltings vom Hauptbahnhof - Scheidung auf Kölsch (série télévisée)
- 1995 : Alta società (feuilleton TV)
- 1995 : La Princesse de la forêt blanche (Die Eisprinzessin) (TV)
- 1995 : Verliebte Feinde (TV) : Herr Dolling
- 1995 : Eine Frau wird gejagt (série télévisée)
- 1996 : Sünde einer Nacht (TV) : Herr Steiner
- 1996 : Zwei vom gleichen Schlag (TV) : M.Duprée
- 1996 : Das Mädchen Rosemarie (TV)
- 1997 : Ein Schutzengel auf Reisen (TV)
- 1998 : Der Kleine Dachschaden (TV)
- 1998 : Rot wie das Blut (TV) : Voorzinger
- 1999 : E-m@il an Gott (TV) : Baron
- 2000 : Anwalt Abel - Der Voyeur und das Mädchen (TV) : Dupont
- 2001 : Scheidung mit Hindernissen (TV) : Herbert

## Théâtre
- 1948 : La Parisienne d'Henry Becque, Théâtre des Célestins
- 1948 : Mais n'te promène donc pas toute nue ! de Georges Feydeau, Théâtre des Célestins